# Enchi

Enchi är en ort i sydvästra Ghana. Den är huvudort för distriktet Aowin och hade 11 737 invånare vid folkräkningen 2010. Gränsen till Elfenbenskusten ligger ett par, tre mil västerut. Naturreservatet Boin Tano Forest Reserve breder ut sig i Enchis omgivningar.